# Alper Ulusoy
Alper Ulusoy (Izmir, 5 ottobre 1981) è un arbitro di calcio turco.

## Carriera
La sua carriera nel calcio professionistico turco inizia il 26 settembre 2010, quando dirige l'incontro di TFF 3. Lig, la quarta serie turca, tra Kırşehirspor e Instanbulspor. La stagione seguente ottiene l'esordio nella terza serie nazionale, la TFF 2. Lig; Il 25 agosto 2013, invece, avviene la sua prima direzione nella seconda serie turca, la TFF 1. Lig, mentre il 28 settembre dell'anno seguente esordisce nella massima serie nazionale (la Süper Lig), dirigendo Gençlerbirliği-Balıkesirspor. Dalla stagione 2022-2023 svolge solamente il ruolo di VAR nei campionati turchi: il 30 luglio 2022 viene designato per la finale di Türkiye Süper Kupası Trabzonspor-Sivasspor.
Dal 2015 figura nelle liste degli arbitri UEFA, per cui esordisce il 24 marzo 2016 dirigendo Serbia U-19-Danimarca U-19, incontro valido per le qualificazioni al Campionato europeo di calcio Under-19. Il 27 gennaio 2018, invece, dirige per la prima volta un incontro tra nazionali maggiori, l'amichevole Moldavia-Corea del Sud. Dalla stagione 2022-2023 svolge solamente il ruolo di VAR.
Il 23 aprile 2024 la UEFA lo ha convocato per il campionato d'Europa 2024 in Germania, insieme all'arbitro Halil Umut Meler e agli assistenti Mustafa Emre Eyisoy e Kerem Ersoy.